# (870) Manto
Pour les articles homonymes, voir Manto.
(870) Manto est un astéroïde de la ceinture principale découvert le 12 mai 1917 par l'astronome allemand Max Wolf.
Sa désignation provisoire était 1917 BX.